# Nicolas Kiefer
Nicolas Kiefer (n. 5 iulie 1977, Holzminden, Republica Federală Germania, Germania) este un fost jucător profesionist german de tenis, medaliat cu argint la Olimpiada de la Atena, în competiția de dublu, alături de Rainer Schüttler.